# Deutscher Arbeitgebertag
Der Deutsche Arbeitgebertag ist eine Veranstaltung der Bundesvereinigung der Deutschen Arbeitgeberverbände (BDA). Seit 1999 findet sie am Ende jeden Jahres in Berlin statt. Dabei treffen sich Spitzenvertreter aus Wirtschaft, Politik und Gesellschaft zum Gedankenaustausch und um Impulse für Reformen im Bereich der Wirtschaft und der Politik zu generieren. Themen waren in der Vergangenheit u. a. geplante Neuregelungen für die Mitbestimmung (2004), die Einführung von Mindestlöhnen (2008), die von SPD und Gewerkschaften erhobenen Forderungen nach Lohnerhöhungen (2009) und die Gesundheitsreform der Regierung (2010).
Nach Aussagen des Veranstalters gilt der Deutsche Arbeitgebertag als wichtigste wirtschaftspolitische Tagung in Deutschland. Insgesamt sind pro Jahr circa 1.500 Gäste anwesend, darunter in der Regel auch die Bundeskanzlerin/der Bundeskanzler. 150 akkreditierte Journalisten sowie eine Live-Übertragung im Fernsehen und im Internet zeugen von einem hohen Medieninteresse. Finanziert wird die Veranstaltung durch zahlreiche Sponsoren, Unterstützer und Förderer. Organisiert wird sie von der Gesellschaft für Marketing und Service der Deutschen Arbeitgeber (GDA) im Auftrag der BDA.

## Arbeitgeberpreis für Bildung
Im Rahmen der Veranstaltung wird jährlich der Arbeitgeberpreis für Bildung verliehen. Damit zeichnen die Arbeitgeber Projekte aus, welche aus ihrer Sicht die Qualität des Bildungssystems verbessern. Er wird in wechselnden, auf das Thema des Arbeitgebertages abgestimmten Kategorien verliehen.